# Neptis bangkiva
Neptis bangkiva är en fjärilsart som beskrevs av Hans Fruhstorfer 1913. Neptis bangkiva ingår i släktet Neptis och familjen praktfjärilar. Inga underarter finns listade i Catalogue of Life.